# Selenter See
Der 21,37 km² große Selenter See ist nach dem Großen Plöner See der zweitgrößte See in Schleswig-Holstein.
Der Selenter See, der in der Nähe des Ortes Selent im Kreis Plön liegt, ist im Schnitt 14 m tief und liegt auf einer Höhe von 37 m ü. NN. Der See wird über die nur 10 km lange Hohenfelder Mühlenau in nördliche und durch die Salzau in nordwestliche Richtung in die Ostsee entwässert. Der Nordteil des Selenter Sees und Umgebung ist ein Naturschutzgebiet.
Die Entstehung des Selenter Sees geht auf die Weichseleiszeit zurück, die ein Becken ausformte und gleichzeitig im Osten bis zu 132 m hohe und im Süden bis zu 90 m hohe Endmoränenwälle formte. Das Stillgewässer ist aus Sicht der Geologie ein so genannter Zungenbeckensee.
Bekannt ist der See unter anderem auch für seinen Fischreichtum. Es finden sich in ihm Aale, Barsche, Hechte, und große und kleine Maränen sowie in größeren Mengen auch Plötze. Während des Zweiten Weltkrieges wurde der Selenter See wegen seiner langgezogenen kompakten Wassermasse als Wasserflughafen benutzt, der seine Anlandestelle in Bellin an dem dortigen Sandstrand hatte und dessen Personal im Fliegerhorst Bellin unterkam, welcher nach dem Kriege etwa 12 Jahre lang als großes Flüchtlingslager von Flüchtlingen aus Pommern, Danzig und Ostpreußen Verwendung fand.